# Бжещкі-Дуже
Бжещкі-Дуже (пол. Brzeszczki Duże, нім. Bressen) — село в Польщі, у гміні Роґово Рипінського повіту Куявсько-Поморського воєводства.
Населення — 124 особи (2011).
У 1975-1998 роках село належало до Влоцлавського воєводства.

## Демографія
Демографічна структура станом на 31 березня 2011 року:
|          | Загалом | Допрацездатний вік | Працездатний вік | Постпрацездатний вік |
| -------- | ------- | ------------------ | ---------------- | -------------------- |
| Чоловіки | 63      | 12                 | 44               | 7                    |
| Жінки    | 61      | 9                  | 39               | 13                   |
| Разом    | 124     | 21                 | 83               | 20                   |